# Студенческая улица (Липецк)
Студе́нческая у́лица — улица в Октябрьском округе Липецка. Проходит в Тракторном (2-й участок) от улицы 3-го Сентября до 1-го Театрального переулка параллельно улице Ильича. Пересекает Волгоградскую улицу и переулок Ильича.
Название получила по студенчеству, очевидно из-за находившегося на этой улице в доме № 14 машиностроительного техникума, перенесённого в начале 1970-х годов в Студенческий городок.
В конце 1980-х начальная часть улицы (около 200 метров) была снесена под строительство новых корпусов тракторного завода. До пересечения с Волгоградской улицей застройка малоэтажная и барачного типа, далее — частные дома.
В доме № 11 находится областной наркологический диспансер.
До 1990 года по улице существовало трамвайное движение (маршрут № 1, тогда проходивший от улицы Литаврина через Новолипецк до 3-го участка посёлка ЛТЗ).

## Транспорт
- к домам начала улицы — трам. 1; авт. 19, ост.: «Ул. 3-го Сентября».
- к домам начала и середины улицы — авт. 19, ост.: «Студенческая ул.».
- к домам конца улицы — авт. 19, 33, 323а, 379, ост.: «Кинотеатр „Маяк“», «25-я школа».